# Gerhard Schulz (Reiter)
Gerhard Schulz (* 1. Juni 1931 in Hartensdorf; † 2. Oktober 2008) war ein deutscher Reiter der DDR, der bei den Olympischen Spielen 1964 in Tokio mit der gesamtdeutschen Olympiamannschaft die Bronzemedaille im Mannschaftswettbewerb gewann.

## Sportliche Entwicklung
Nach dem Eintritt in die Deutsche Volkspolizei kam Schulz über die berittene Grenzpolizei der DDR zum SC Dynamo Hoppegarten.
Als Springreiter stand er mehrfach im Finale der DDR-Meisterschaft. Seinen ersten Meistertitel errang er jedoch im Vielseitigkeitsreiten. In dieser Disziplin errang er seine größten Erfolge. Er war Mitglied der Military-Mannschaften der gesamtdeutschen Olympiamannschaften zu den Olympischen Spielen 1960 in Rom und 1964 in Tokio. 1960 war er im Einzelwettbewerb auf seiner Vollblut-Stute Wanderlilli mit dem 14. Platz bester Deutscher. 1964 gewann er auf seinem ungarischen Halbblüter Balca mit der Mannschaft Bronze und belegte in der Einzelwertung den 20. Platz. 1963 und 1964 gewann Schulz in der Military seinen 3. und 4. DDR-Meistertitel. Als Bereiter unterstützte ihn Andreas Pechstein, der Vater der späteren Eisschnellläuferin Claudia Pechstein.
Nach Auflösung der Reiterabteilung beim SC Dynamo Hoppegarten ging er in die LPG Berlin-Wartenberg, wo er als Brigadier arbeitete und als Übungsleiter der Sektion Pferdesport tätig war. Hier brachte er die Reiter Norbert Köpke und Wolfgang Bartelt zu DDR-Meisterehren.

## Belege
- Mit Balca zu Bronze, Märkische Allgemeine (Artikel nicht mehr verfügbar)
- DDR-Military-Legende Schulz gestorben, Cavallo, 22. Oktober 2008

| Personendaten    | Personendaten                               |
| ---------------- | ------------------------------------------- |
| NAME             | Schulz, Gerhard                             |
| KURZBESCHREIBUNG | deutscher Vielseitigkeits- und Springreiter |
| GEBURTSDATUM     | 1. Juni 1931                                |
| GEBURTSORT       | Hartensdorf                                 |
| STERBEDATUM      | 2. Oktober 2008                             |